# Cereus phatnospermus
Cereus phatnospermus es una especie de planta suculenta perteneciente al género Cereus, dentro de la familia Cactaceae. Se distribuye por el noreste de Argentina, Bolivia, centro-oeste de Brasil y Paraguay. 

## Descripción

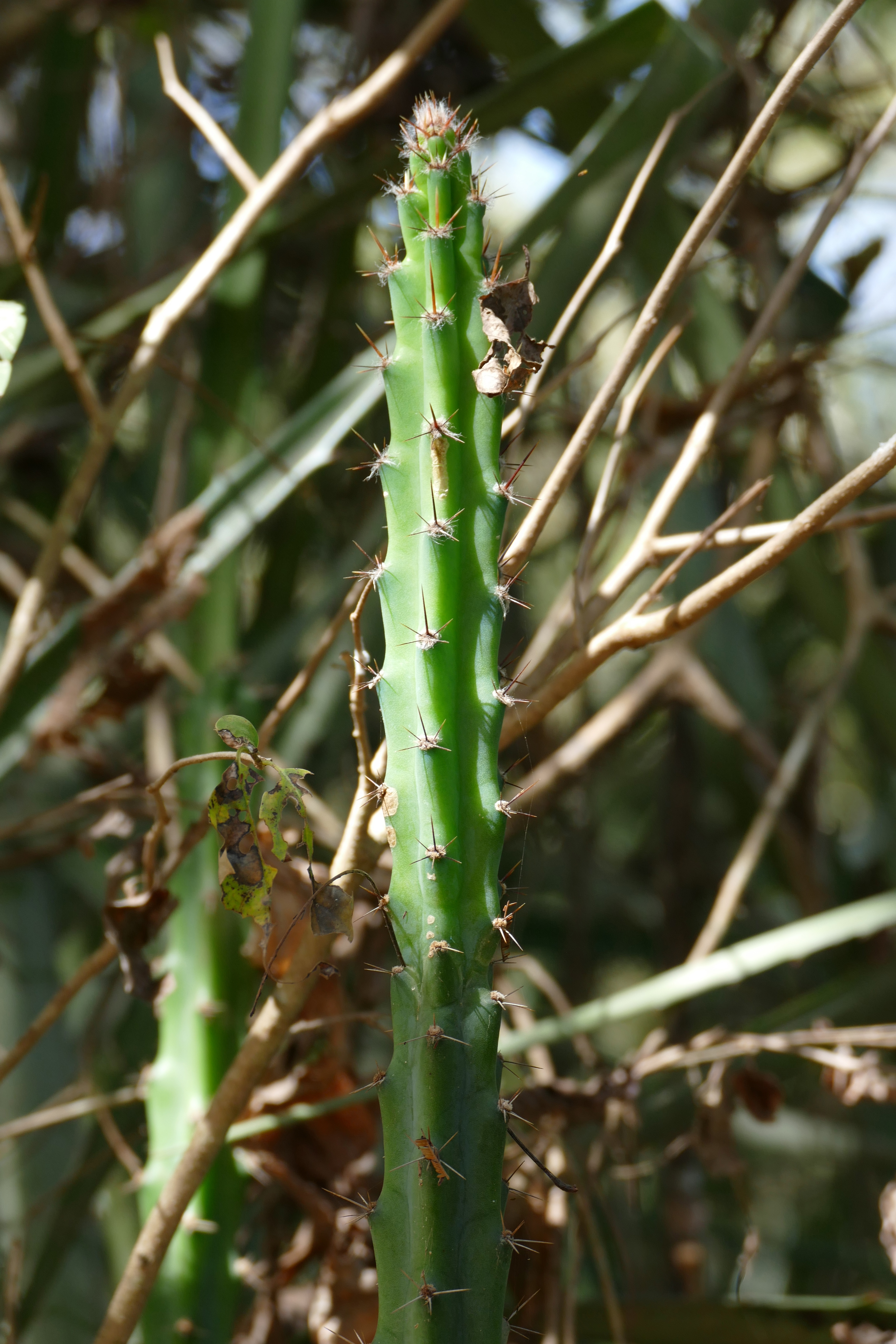
Planta en su hábitat

Cereus phatnospermus es una especie de cactus arbustivo que crece generalmente con los tallos postrados o rastreros. Los tallos son largos, de color verde claro a marrón y se estrechan hacia la punta. Miden de 1 a 4 m de largo, con un diámetro de hasta 2,5 cm. Además, aunque inicialmente tienen una sección transversal cuadrada con la edad pasa a ser casi circular.
Presentan de 4 a 5 costillas angulares claramente divididas en protuberancias, sobre las que se asientan areolas circulares grandes y lanudas, las cuales están muy separadas unas de otras. Tienen espinas fuertes y rechonchas que inicialmente son de color marrón pero se vuelven grises con el tiempo. Entre ellas se distingue una única espina central recta, aunque puede faltar y mide de 2 a 3 cm de largo. También hay de 5 a 6 espinas marginales extendidas, de hasta 1,5 cm de largo.
Las flores son blancas y miden hasta 12 cm de largo. Los frutos son rojos, elípticos y alcanzan una longitud de hasta 7 cm. En su interior contienen una pulpa blanca con semillas negras.

## Distribución y hábitat
El área de distribución nativa de esta especie abarca el noreste de Argentina (concretamente la provincia de Formosa), Bolivia, centro-oeste de Brasil y Paraguay. Crece principalmente en biomas desérticos o de matorrales secos.

## Taxonomía
Cereus phatnospermus fue descrita por el botánico alemán Karl Moritz Schumann y publicada por primera vez en Monatsschrift für Kakteenkunde 9: 186 en 1899.
Etimología
- Cereus: nombre genérico que deriva del término latíno cereus (que se traduce como 'vela' o 'cirio'), haciendo alusión a su forma alargada perfectamente recta.[5]
- phatnospermus: epíteto específico que deriva de las palabras griegas phatnoein (que significa 'ahuecado') y esperma (que significa 'semilla'), haciendo referencia a la morfología de la semilla de la especie.[6]

Sinonimia
- Cereus adelmarii (Rizzini & A.Mattos) P.J.Braun, 1988
- Cereus kroenleinii N.P.Taylor, 1995
- Cereus phatnospermus subsp. adelmarii (Rizzini & A.Mattos) P.J.Braun & Esteves, 1997
- Cereus phatnospermus subsp. kroenleinii (N.P.Taylor) P.J.Braun & Esteves, 1997
- Monvillea adelmarii Rizzini & A.Mattos, 1985
- Monvillea kroenleinii R. Kiesling, 1994
- Monvillea phatnosperma (K.Schum.) Britton & Rose, 1920
- Monvillea phatnosperma subsp. adelmarii (Rizzini & A.Mattos) Lodé, 2014
- Monvillea phatnosperma var. arenasii Oakley & R.Kiesling, 2015
- Monvillea phatnosperma subsp. kroenleinii (N.P.Taylor) Lodé, 2013

## Estado de conservación
En la Lista Roja de Especies Amenazadas de la UICN, la especie está clasificada como de “Preocupación Menor (LC)”.

## Usos
Se cultiva principalmente como planta ornamental y su propagación se realiza a través de esquejes o semillas.

## Galería

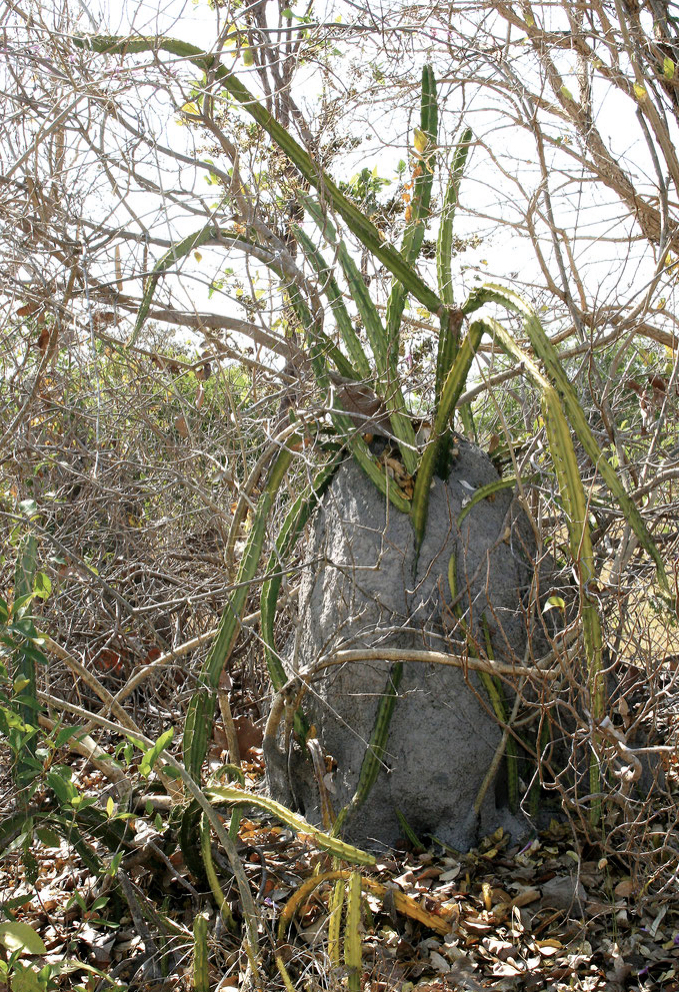
Planta en su hábitat
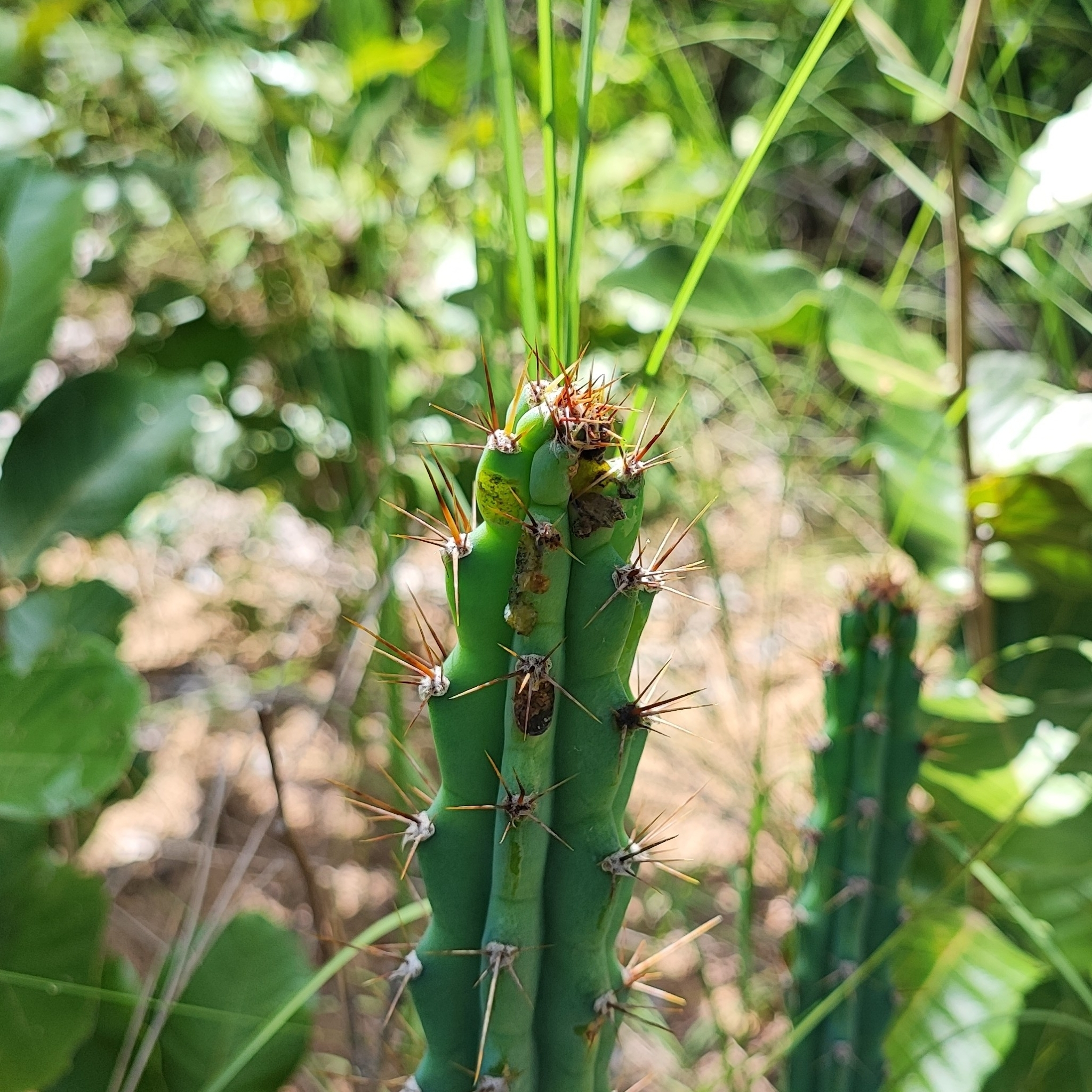
Detalle del tallo
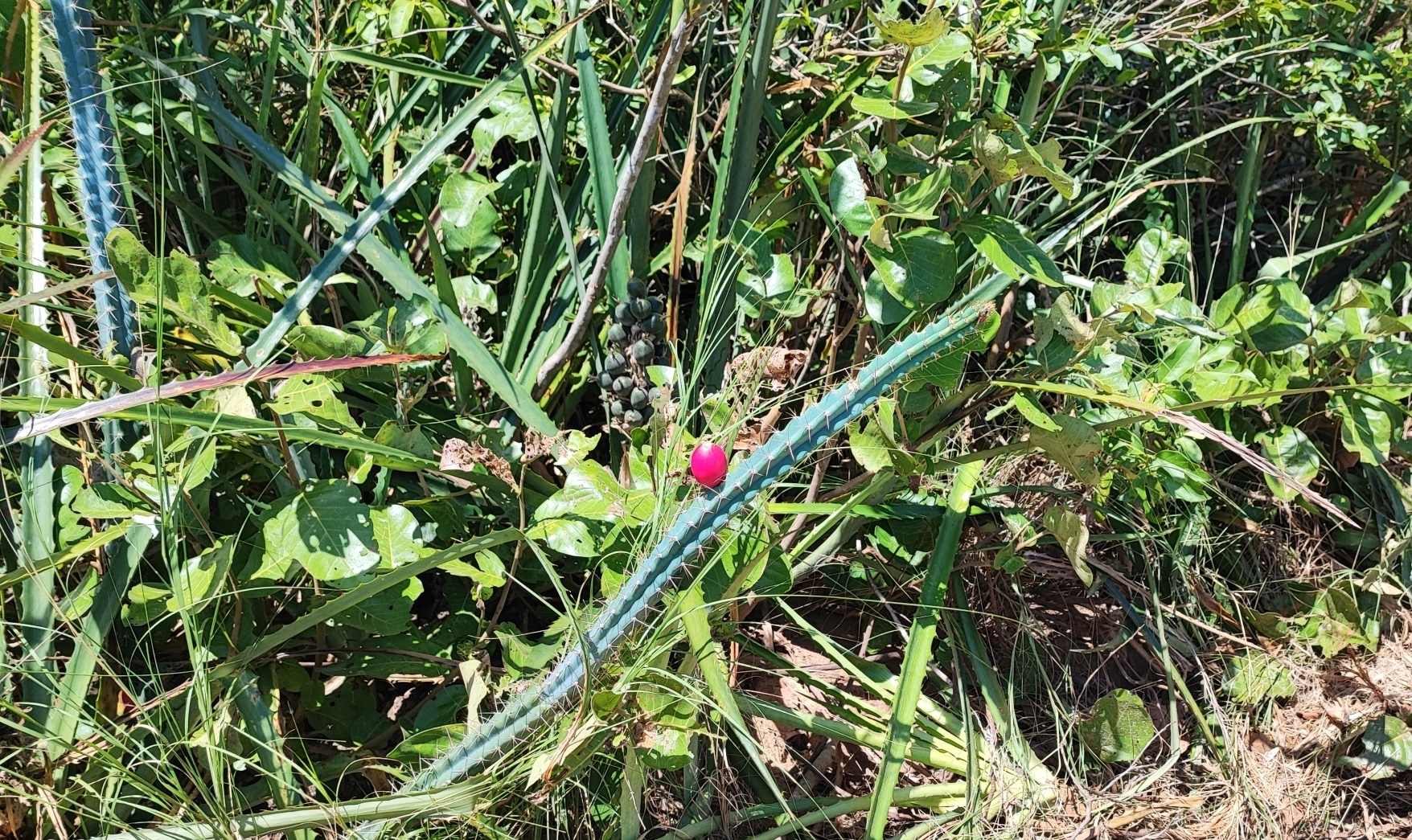
Planta con fruto
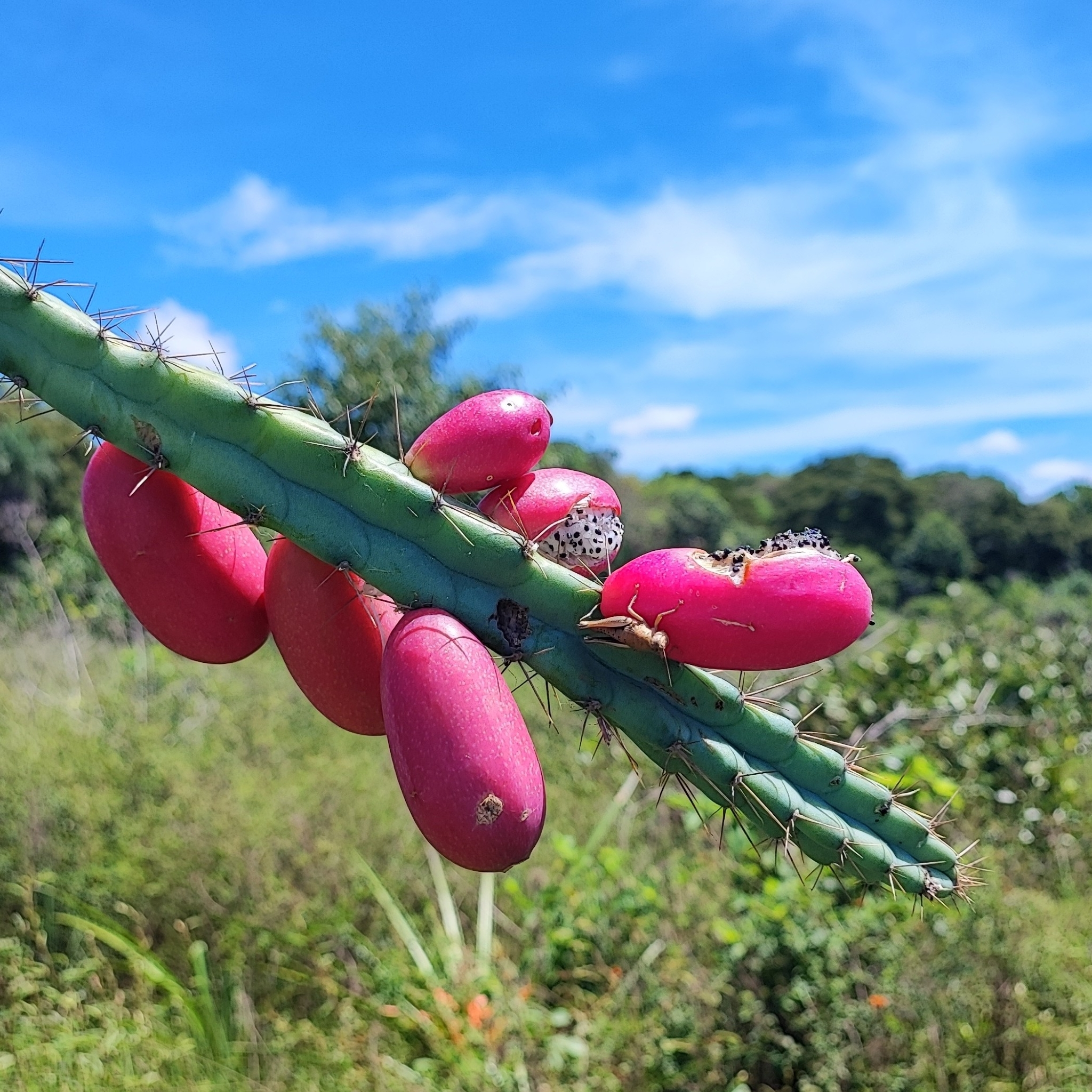
Detalle de los frutos
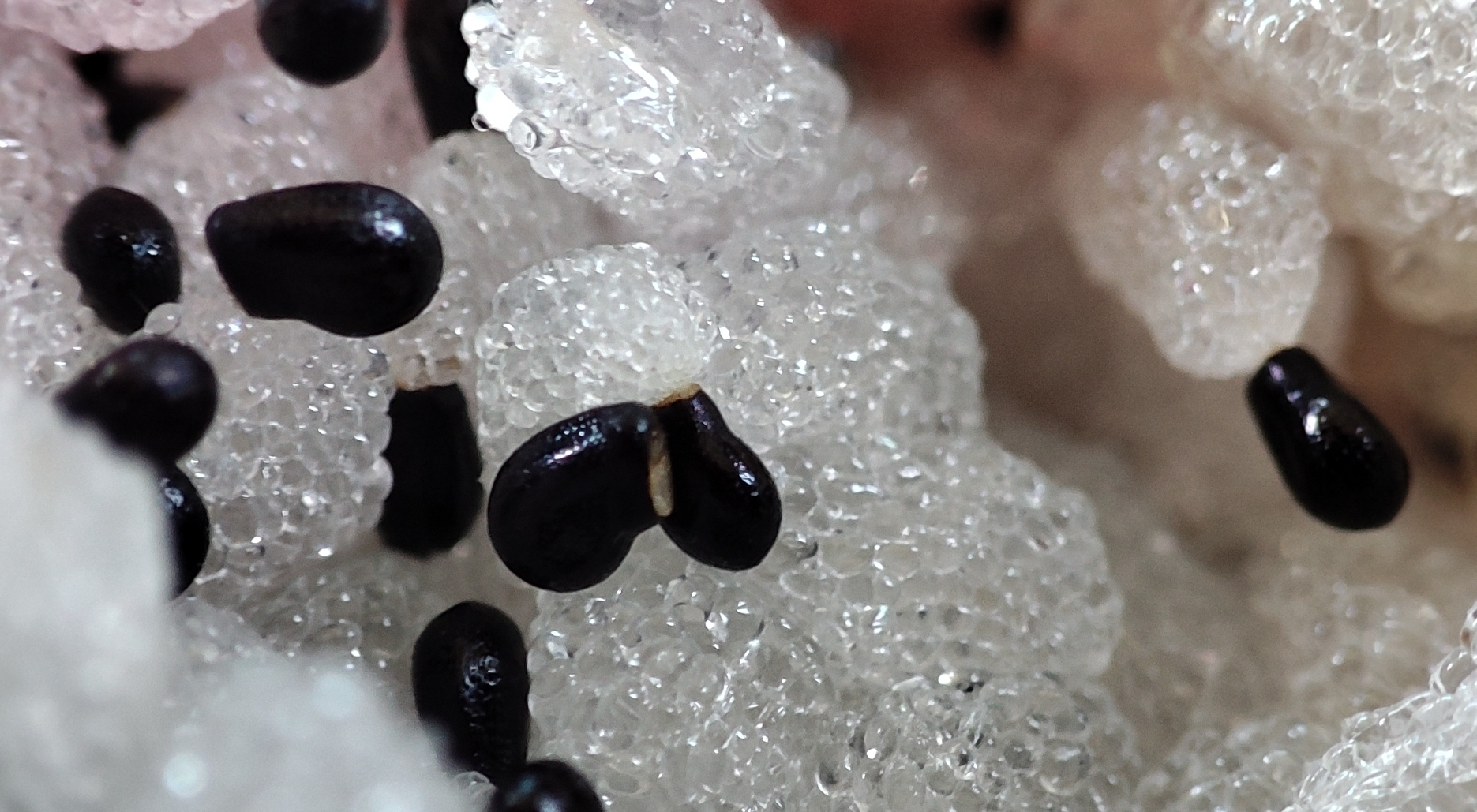
Detalle de las semillas